# La croce e la mezzaluna
La Croce e la Mezzaluna. Lepanto 7 ottobre 1571: quando la Cristianità respinse l'islam è un saggio storico scritto dal giornalista e storico Arrigo Petacco, pubblicato per la prima volta nel 2005. Si tratta di un testo divulgativo, che riassume in modo piano e vivace, senza grande profondità di analisi ma con ricchezza di particolari, le varie vicende del secolare scontro fra la Cristianità e l'Islam dalla caduta di Costantinopoli (1453) alla celeberrima battaglia di Lepanto (1571), alla cui preparazione e conduzione sono dedicate la maggior parte delle circa 200 pagine del testo.

## Edizioni
- Arrigo Petacco, La Croce e la Mezzaluna. Lepanto 7 ottobre 1571: quando la Cristianità respinse l'Islam, Collezione Le Scie, Milano, Mondadori, settembre 2005,  pp. 554, cap. 27, ISBN 88-04-54397-3. - Collana Oscar Storia, Mondadori, 2006-2019.